# Cosmia sanguinea
Cosmia sanguinea là một loài bướm đêm trong họ Noctuidae.